# Heikki Flöjt
Heikki Juhani Flöjt (* 30. November 1943 in Kajaani; † 30. September 2000 in Alastaro) war ein finnischer Biathlet.
Heikki Flöjt war der ältere Bruder von Henrik Flöjt. Bei den Biathlon-Weltmeisterschaften 1967 in Altenberg belegte er den zehnten Platz. Höhepunkt der Karriere wurde die Teilnahme an den Olympischen Winterspielen 1968 in Grenoble, wo er an der Seite von Juhani Suutarinen, Kalevi Vähäkylä und Arve Kinnari im Staffelrennen Fünfter wurde.